# Hôtel de Besenval
L’hôtel de Besenval est un hôtel particulier situé au Faubourg Saint-Germain, au no 142 de la rue de Grenelle dans le 7e arrondissement de Paris. Il est inscrit au titre des monuments historiques par arrêté du 20 octobre 1928.

## Histoire

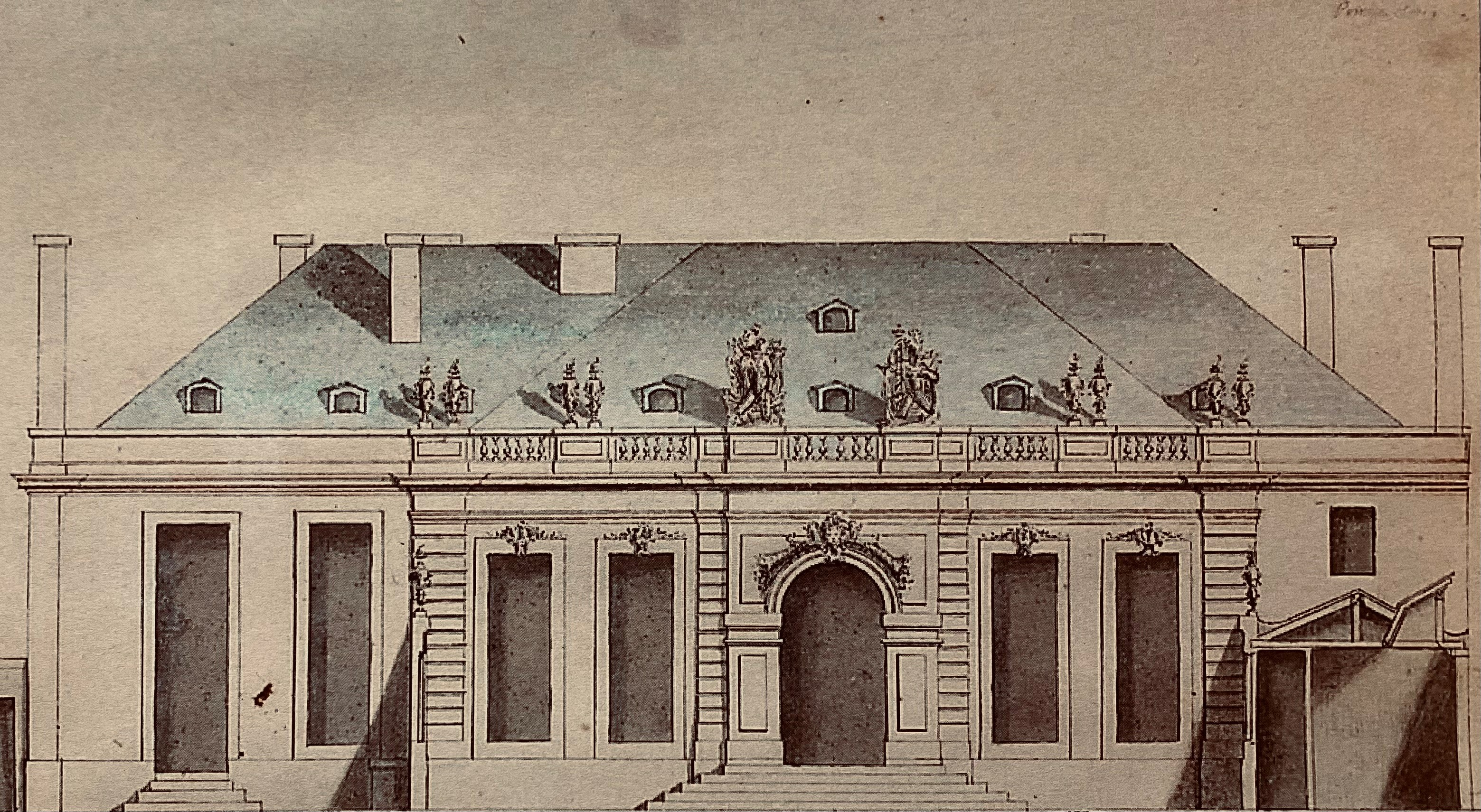
La façade historique de l'hôtel Chanac de Pompadour côté cour, d'après les plans de 1704 de Pierre-Alexis Delamair.

Cet hôtel particulier classé monument historique, avec sa cour d'honneur et son vaste jardin à l'anglaise dit entre cour et jardin, que nous connaissons aujourd'hui sous le nom d’hôtel de Besenval en tant que siège de l'ambassade de la Confédération suisse en France, remonte à l'origine à la résidence de plain-pied Hôtel Chanac de Pompadour, construite en 1704 par l'architecte Pierre-Alexis Delamair pour Pierre Chanac Hélie de Pompadour, baron de Treignac, abbé de Vigeois, prieur de La Valette et prévost d'Arnac,.

### Le baron de Besenval de Brunstatt
Après la mort de l'abbé en 1710, le bâtiment changea plusieurs fois de propriétaire. En 1750 le nouveau propriétaire était Louis-Guy de Guérapin de Vauréal, ambassadeur de France à Madrid et évêque de Rennes. Il n'apporta guère de modifications à l'édifice. Quelques années plus tard, en 1767, le palais soit finalement acquis par Pierre Victor, baron de Besenval de Brunstatt, un officier de solde suisse au service de la France. Besenval, qui vivait en France depuis l'âge de six ans et disposait d'excellentes relations avec la cour royale française et surtout avec la reine Marie-Antoinette, était issu d'une des plus puissantes familles patriciennes soleuroises,.

#### Le nymphée

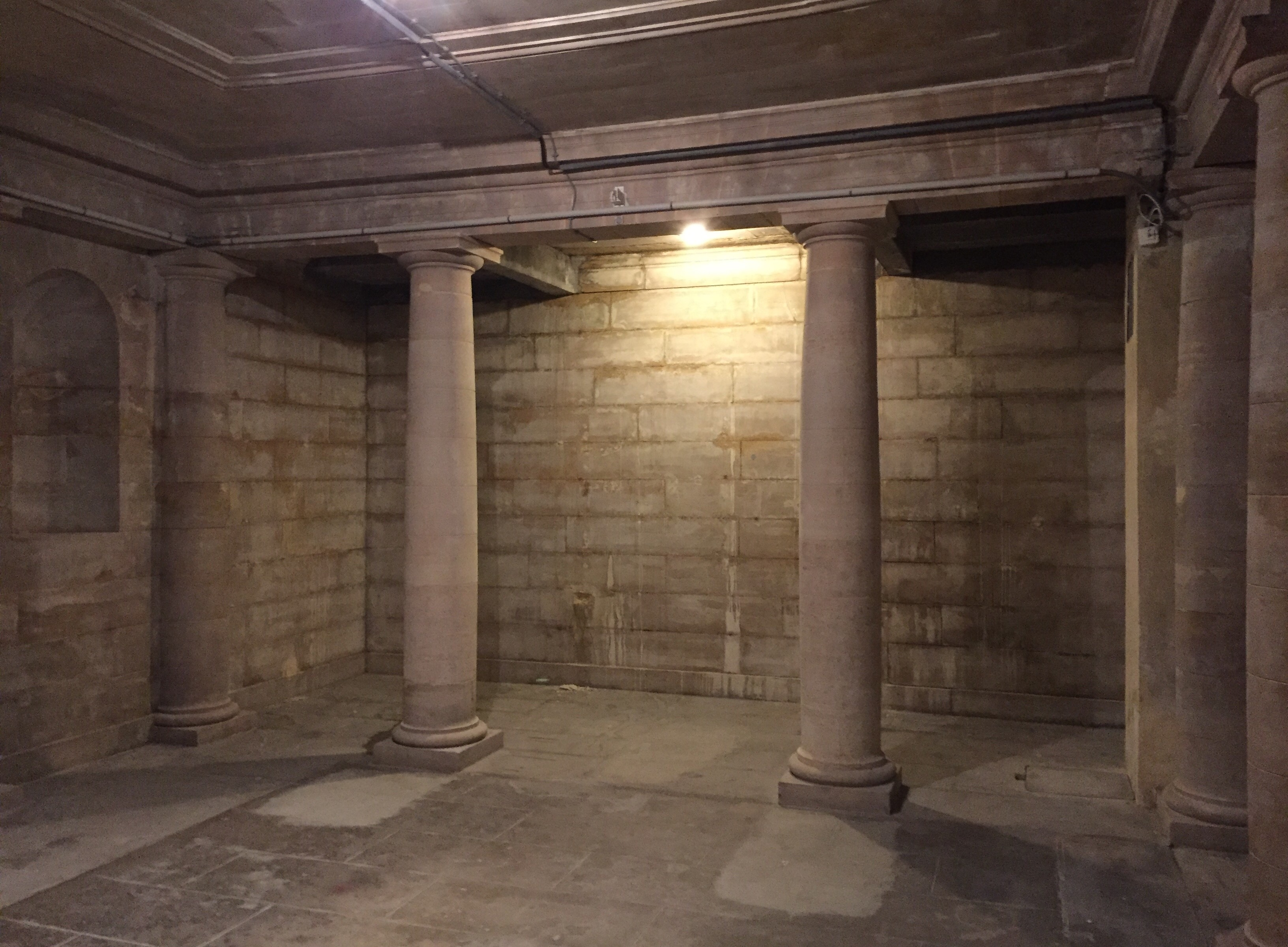
Les vestiges du nymphée au sous-sol de l’hôtel de Besenval.

Le baron, passionné d'art et à la carrière militaire exemplaire - il devint lieutenant-colonel du régiment des gardes suisses en 1767 et commandant en chef des troupes et garnisons de l'intérieur de la France en 1781 - fit réaliser d'importants travaux de transformation et d'agrandissement du palais par l'architecte Alexandre-Théodore Brongniart à partir de 1782. Brongniart lui construisit entre autres une salle à manger, une galerie pour sa collection de tableaux ainsi qu'un nymphée au sous-sol, un bain en forme de halle à l'antique, dont les vestiges sont encore visibles aujourd'hui. Ce bain a été décoré artistiquement par le sculpteur Claude Michel, dit Clodion, qui a réalisé entre autres des bas-reliefs représentant des scènes érotiques, qui font aujourd'hui partie des collections du Louvre,,.
Le nymphée devint rapidement une sensation dans la société parisienne et cimenta la réputation d'amant et de séducteur du baron, car les rumeurs d'aventures amoureuses dans ce temple du bain ne tardèrent pas à se répandre. Selon des rapports contemporains, les bains étaient certes remplis d'eau chaude, mais la cave était glacée. Le bain n'était donc que partiellement adapté aux aventures amoureuses. Il est également précisé que le bain n'a été utilisé qu'une seule fois. Il s'agissait d'un soldat de la garde suisse, qui serait décédé quelques jours plus tard d'une pneumonie,.

### Les années révolutionnaires

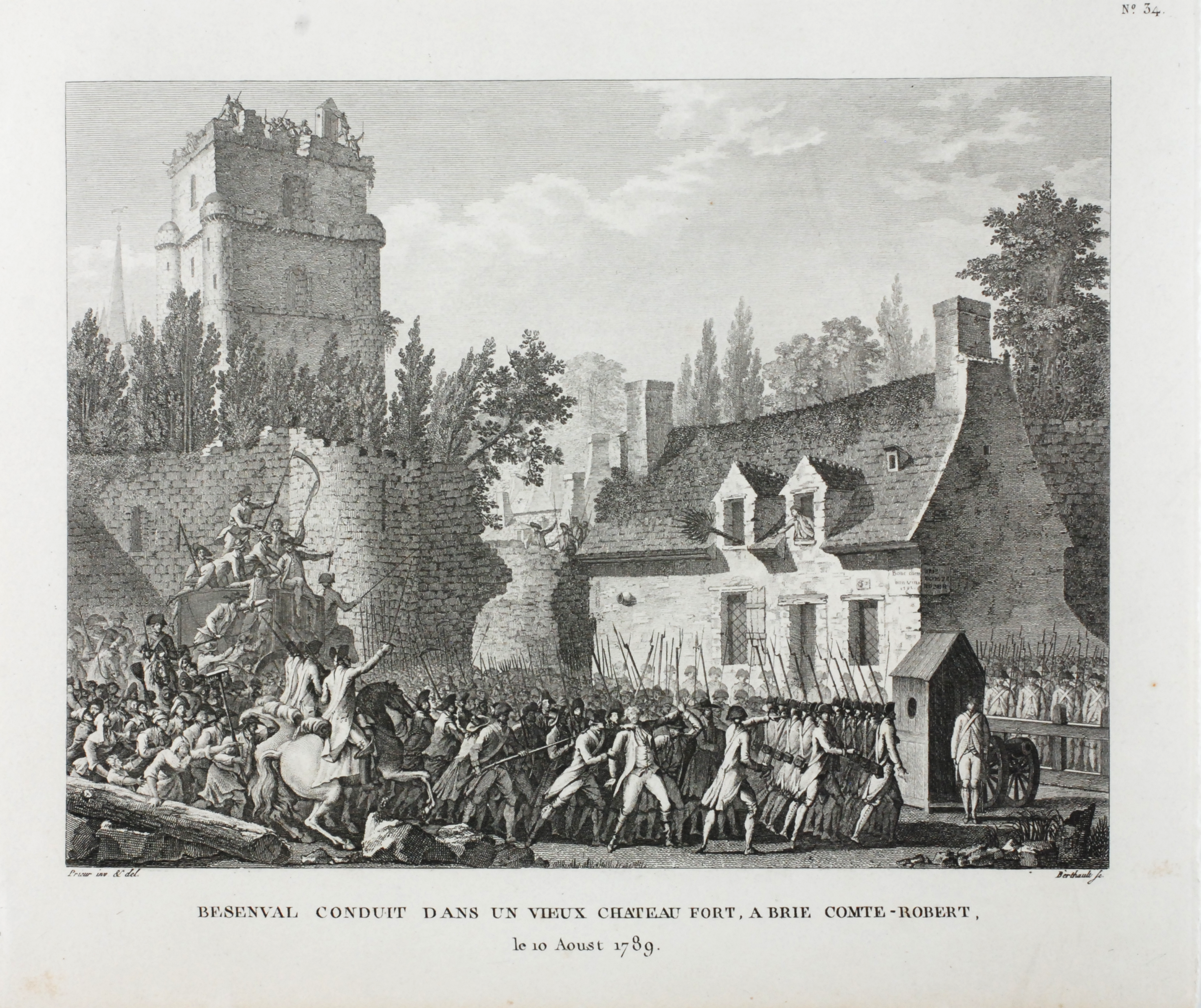
Besenval conduit au château de Brie-Comte-Robert pour y être emprisonné.

En juillet 1789, Besenval était commandant en chef de la garnison de Paris en sa qualité de commandant militaire de l'Île-de-France et de gouverneur de Paris. Alors qu'il maintenait encore l'ordre à Paris en mai par des mesures énergiques, il retira les troupes de Paris le 12 juillet dans l'espoir d'éviter un bain de sang, ce qui rendit cependant possible la prise de la Bastille le 14 juillet. Dans ses mémoires, Besenval indique qu'il a agi sur ordre du maréchal Victor-François de Broglie ce jour-là. Cet événement est depuis lors considéré comme le début de la Révolution française. Besenval, accusé de haute trahison par les aristocrates et de crime de lèse-nation par les révolutionnaires, n’avait pas d’autre choix que de fuir en Suisse. 

#### La fuite du baron
Besenval n'était pas seulement détesté par les masses révolutionnaires en tant que militaire, mais aussi suspect en tant qu'intime de la reine Marie-Antoinette. Lorsque les masses révolutionnaires réclamèrent sa tête, Besenval obtint du roi l'autorisation de partir pour la Suisse, où il comptait se retirer dans sa résidence de campagne, le château de Waldegg, près de Soleure. Mais Besenval fut reconnu, arrêté et emprisonné le 10 août 1789 au château de Brie-Comte-Robert par des troupes révolutionnaires pendant son voyage. Ce n'est que grâce à l'intervention du banquier genevois et ministre français des finances, Jacques Necker, que Besenval échappa à la mort et fut finalement libéré après avoir gagné son procès, grâce à la plaidoirie de son avocat, Raymond de Sèze. Affaibli par sa détention, le baron mourut à Paris le 2 juin 1791 en sa résidence,.

### En possession de la famille de la comtesse de Moreton de Chabrillan jusqu’en 1925

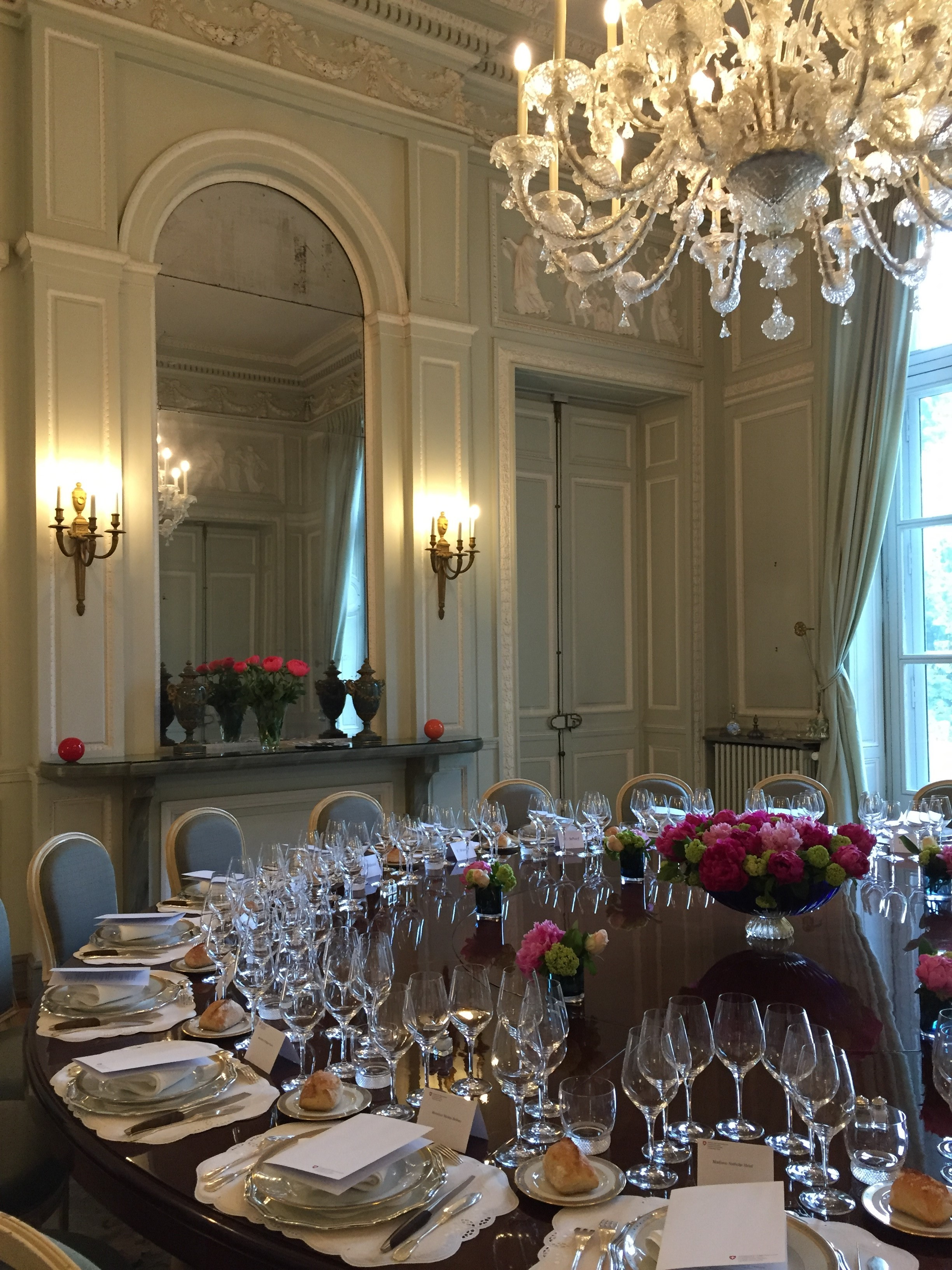
Une nouveauté à l’époque : la salle à manger du baron de Besenval, conçue vers 1782 par Alexandre-Théodore Brongniart dans le style néoclassique.

Par testament, Besenval, qui était célibataire toute sa vie, légua l'usufruit de sa résidence de la rue de Grenelle à son meilleur ami le maréchal Philippe Henri de Ségur, sachant que son fils, Joseph-Alexandre de Ségur, qui était considéré comme le fils illégitime de Besenval, un fait bien connu et accepté dans la famille, en hériterait (par testament, Besenval légua la propriété de l’hôtel de Besenval à Joseph-Alexandre de Ségur). Celui-ci vendit l’hôtel de Besenval à Marie-Elisabeth-Olive, comtesse de Moreton de Chabrillan. Les descendants de cette dernière, la famille de Montholon-Sémonville, le conservèrent jusqu’en 1925,,.
Les biens meubles et les collections du baron sont dispersés lors de la vente du 10 août 1795, organisée sous la conduite d'Alexandre Joseph Paillet en l'hôtel Bullion. 
C'est en 1866, alors que l'hôtel de Besenval est en possession de la famille de Montholon-Sémonville, que le corps de logis a pris son aspect extérieur définitif avec la surélévation d'un étage et la construction de la charpente, selon le plan de l'architecte Chabrier. C'est à cette époque, entre 1855 et 1870, que des descendants de Lucien Bonaparte, frère de l'empereur Napoléon Ier, habitent l'hôtel de Besenval,.

### L'ambassade de la Confédération suisse (jusqu'en 1957 en tant que légation suisse)
Dans les années 1930, la propriété appartenait majoritairement à Emily Grace Baumann, née Kinsley (1862–1951), veuve de Gustav Baumann (1853–1914), un gentleman suisse de Saint-Gall, et de son fils, Clifton K. Baumann (1893–1936). Lorsque le bâtiment fut à nouveau mis en vente en 1938, la Confédération suisse l'acheta pour en faire le siège de l'ambassade et la résidence de l'ambassadeur. Une rénovation complète s’ensuivit, ainsi que l'ajout de l'aile ouest qui abrite des bureaux selon le plan des architectes Moreillon & Taillens. Les travaux ont été supervisés par le ministre Walter Stucki. 
Les bureaux de l'ambassade de la Confédération suisse furent installés en janvier 1939. Quelques mois plus tard, la Seconde Guerre mondiale éclata. En juin 1940, lors de l'occupation allemande, l’hôtel de Besenval fut transformé en consulat de la Confédération suisse. Après la guerre en 1945, avec l'arrivée du ministre Carl J. Burckhardt, l'hôtel de Besenval redevint l'ambassade de la Confédération suisse,,.

## Renouvellement de l'alliance avec le roi de France: la tapisserie
Les pièces représentatives du rez-de-chaussée sont décorées de boiseries, de meubles et d'œuvres d'art principalement d'époques et de styles Louis XV et Louis XVI. Quelques rares meubles proviennent effectivement encore de la propriété du baron, comme un ensemble de six fauteuils et d’un canapé, brodé au petit point de scènes tirées des fables de Jean de La Fontaine. 
Dans le salon de la tapisserie de la résidence se trouve une tapisserie de la manufacture des Gobelins tissée après 1665 d'après un carton de Charles Le Brun prêtée par le Mobilier national et représentant le moment historique du renouvellement de l'alliance entre la France et la Suisse, le 18 novembre 1663, dans la cathédrale Notre-Dame de Paris. Elle représente le moment où le roi Louis XIV et les envoyés de la Confédération des XIII cantons prêtent ensemble serment sur la Bible. Cette tapisserie fait partie de la suite en quatorze épisodes de l'histoire du roi,.

## Bibliographie

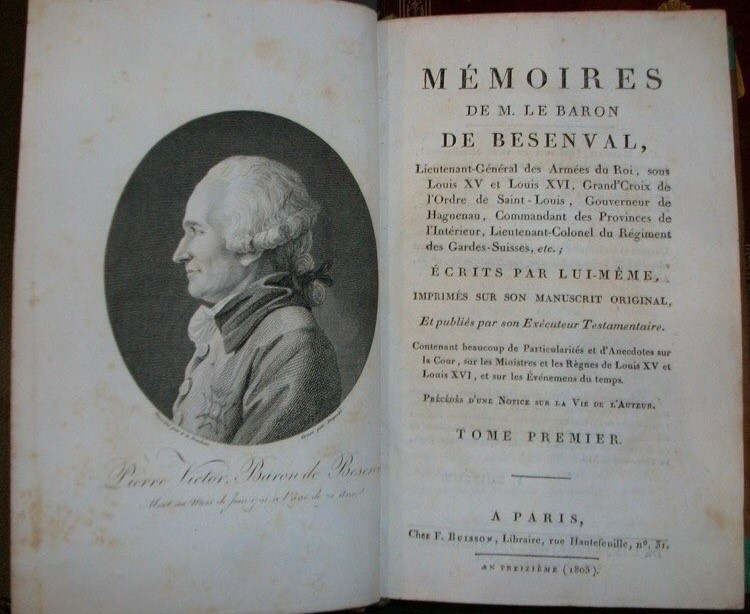
Le frontispiece de la première édition des mémoires du baron de besenval avec son portrait, publiées par Joseph-Alexandre de Ségur entre 1805 et 1806 en quatre tomes. Les indiscrétions sur la vie à l’ancienne cour royale font scandale. La famille de Besenval a mis en doute l'authenticité des mémoires et s'en est distanciée.